# Линия U1 (Берлин)
Линия U1 (нем. U-Bahnlinie 1) — старейшая линия Берлинского метрополитена.
Длина линии составляет 9,0 км. На линии расположены 13 станций. Линия простирается с востока на запад Берлина. Ранее была полностью эстакадная, но после перестройки в 1930-х годах появились подземные станции.

## Пересадки
| Халлешес Тор |

| Халлешес Тор |

## Хронология открытия участков
Линия открылась в 5 участков.
| Дата открытия        | Участок                             | Количество станций | Длина участка                  |
| -------------------- | ----------------------------------- | ------------------ | ------------------------------ |
| 18 февраля 1902 года | «Шлесишес Тор» — «Гляйсдрайек»      | 7 станций          | 4,6 км                         |
| 12 августа 1902 года | «Варшауэр штрассе» — «Шлесишес Тор» | 1 станция          | 0,8 км                         |
| 12 октября 1913 года | «Виттенбергплац» — «Ухландштрассе»  | 2 станции          | 1,2 км                         |
| 24 октября 1926 года | «Гляйсдрайек» — «Виттенбергплац»    | 2 станции          | 3,3 км                         |
| 28 августа 1961 года | «Курфюрстендамм»                    | 1 станция          | открыта на действующем участке |

## Станции
- «Варшауэр штрассе» (нем. Warschauer Straße)
- «Шлесишес Тор» (нем. Schlesisches Tor)
- «Гёрлитцер Банхоф» (нем. Görlitzer Bahnhof)
- «Коттбуссер Тор» (нем. Kottbusser Tor)
- «Принценштрассе» (нем. Prinzenstraße)
- «Халлешес Тор» (нем. Hallesches Tor)
- «Мёкернбрюкке» (нем. Möckernbrücke)
- «Гляйсдрайек» (нем. Gleisdreieck)
- «Курфюрстенштрассе» (нем. Kurfürstenstraße)
- «Ноллендорфплац» (нем. Nollendorfplatz)
- «Виттенбергплац» (нем. Wittenbergplatz)
- «Курфюрстендамм» (нем. Kurfürstendamm)
- «Уландштрассе» (нем. Uhlandstraße)